# Knut Wigert
Knut Wigert (3 de octubre de 1916 – 14 de junio de 2006) fue un actor, miembro de la resistencia, defensor del estándar lingüístico riksmål, y armador noruego. Fue considerado como uno de los principales intérpretes en su país de los dramas de Henrik Ibsen y William Shakespeare.

## Biografía

### Familia
Nacido en Skien, Noruega, sus padres eran Sigvald Hansen (1881–1954) y Carmen Fransciska Christina Kirsebom (1887–1951). Era hermano de la actriz y miembro de la resistencia Sonja Wigert (1913–1980) y del ingeniero Erik Wigert (nacido en 1923).
Se casó tres veces. La primera de ellas fue en 1942 en Londres, con una secretaria del gobierno noruego en esa ciudad, Eva Agathe Nordlie (1915–2000), hija del político conservador Arthur Nordlie. En 1951 se casó con la armadora y defensora del riksmål Sofie Helene Wigert (1913–89), hija del armador Rudolf Olsen. Wigert colaboró con su esposa en la empresa naviera y en sus actividades sociales. Tras fallecer ella, en 1993 se casó con Vera Dietrichson Burkoff (1929–2007), hija del también armador Vitali Burkoff (1897–1969) y de Randi Vestvold (1905–89). Su tercera esposa escribió dos biografías de Wigert.

### Carrera como actor
Con la ayuda de su hermana, Wigert ingresó en 1937 en el Centralteatret interpretando a «Bassanio» en El mercader de Venecia. En 1938 se comprometió con el Teatro nacional de Oslo, debutando con la obra de Finn Halvorsen Abrahams offer, que le deparó positivas críticas. Fue también «Leander» en la pieza de Ludvig Holberg Henrik og Pernille, y «Tom» en El zoo de cristal, de Tennessee Williams. También actuó en la obra de Molière Tartufo y en la de Alexander Kielland Tre par. Su primer papel de Ibsen fue el de «Dr. Fjeldbo» en De unges forbund. Posteriormente actuó en Las manos sucias (de Jean-Paul Sartre), Maria Stuart (de Friedrich Schiller), y en Kejser og Galilæer (de Ibsen, obteniendo el premio de la crítica), entre otras diferentes piezas. Otras de las muchas obras en las que actuó fueron Uretten (de Finn Havrevold), La gata sobre el tejado de zinc (de Tennessee Williams), Cirkelen (de William Somerset Maugham), La casa de Rosmer (de Ibsen), Dødsdansen (de August Strindberg), Hamlet (de Shakespeare), Hedda Gabler (de Ibsen), Casa de muñecas (Ibsen), Peer Gynt (Ibsen), De unges forbund (Ibsen), Seis personajes en busca de un autor (de Luigi Pirandello), y John Gabriel Borkman (de Ibsen). Wigert se retiró del Teatro Nacional en 1986.
Knut Wigert también actuó para el teatro televisado de la Norsk Rikskringkasting, participando en emisiones de El rey Lear, John Gabriel Borkman, When We Dead Awaken, Hedda Gabler y Bygmester Solness, entre otras. Actuó, además, en La casa de Rosmer para la BBC junto a Peggy Ashcroft. Para la gran pantalla. Actuó en producciones noruegas como Tante Pose, Tørres Snørtevold (1940), Englandsfarere (1946), The Terrorists (1975) y Höstsonaten (1978).

### Segunda Guerra Mundial
Cuando los alemanes ocuparon Noruega el 9 de abril de 1940, Knut Wigert actuaba en Moren junto a Johanne Dybwad. Poco después fue a Trondheim, donde pasó un breve período en el Teatro de Trøndelag, antes de huir a Suecia en 1941. Desde allí viajó por Rusia, Palestina, el Canal de Suez y alrededor de África, llegando tres meses después a Londres. Allí se unió a la Kompani Linge, un grupo de 16 hombres que atacaron a los alemanes en Måløy en el año 1941. Más tarde fue entrenado en la Real Academia Militar de Sandhurst para formar parte de comandos. De vuelta a su país en 1945, reingresó en el Teatro Nacional.

### Compromiso con el riksmål
Al igual que su segunda esposa, Sofie Helene Wigert, Wigert fue un ávido defensor del riksmål, siendo presidente de la Riksmålsforbundet desde 1974 a 1983. Además, fue miembro de la Academia Noruega de Lengua y Literatura. Estuvo al frente de una campaña nacional contra la introducción de la variante samnorsk en el país, consiguiendo que el Parlamento (Storting) abandonara la opción.

### Museo Ibsen
Knut Wigert fue impulsor de la creación del Museo Ibsen en Oslo. Junto a su esposa, Vera Dietrichson, recaudó fondos para restaurar un local destinado al mismo, creando un escenario íntimo en el cual se representaba Byggmester Solness, Hedda Gabler o Peer Gynt. El local, restaurado como en la época de Ibsen, pasó en 1994 a manos del Norsk Folkemuseum.
Knut Wigert falleció en el año 2006 en Oslo, y fue enterrado en el Cementerio Vestre gravlund de esa ciudad.

## Premios
En el año 1988 Knut Wigert fue nombrado comendador de la Orden de San Olaf por su dedicación a las artes escénicas noruegas.

## Filmografía (selección)
- 1940 : Tante Pose
- 1940 : Tørres Snørtevold
- 1946 : Englandsfarere
- 1948 : Trollforsen
- 1968 : Bare et liv – Historien om Fridtjof Nansen
- 1978 : Höstsonaten
- 1982 : Jenny (TV)